# Lijst van personages uit South Park
Dit is een lijst van personages uit de Amerikaanse animatieserie South Park.

## Hoofdpersonages
De belangrijkste personages zijn vier jongens van de basisschool, South Park Elementary genaamd:
Stan Marshvriendelijk en goedaardig, maar kan soms ook eens wat gemeens verzinnen. Hij heeft een blauwe muts met een rode pluis erop en een bruin jasje aan. Stem: Trey Parker.
Kyle Broflovskihet sceptische en neurotische Joodse kind. Hij wordt vaak gepest door Cartman omdat hij joods is. Hij heeft een adoptiebroertje uit Canada. Hij draagt een groene oesjanka en een oranje houthakkersvest. Stem: Matt Stone.
Kenny McCormickKenny komt uit een arm gezin: zijn vader is werkloos en aan de drank, en ze wonen in een trailer. Hij draagt een oranje anorak die zijn mond bedekt. Hierdoor is hij nauwelijks te verstaan. In de eerste vijf seizoenen gaat hij in bijna elke aflevering dood, om in de volgende aflevering gewoon weer van de partij te zijn. Kenny is vaak de volwassene. Stem: Matt Stone.
Eric Cartmanverwend, racistisch (vooral tegen Kyle omdat hij joods is) en grofgebekt kind met overgewicht. Hij draagt een lichtblauwe muts met een gele pluis, en een rode oversized trui. In de eerste afleveringen is hij vooral een verwaand joch, maar vanaf seizoen 3 wordt hij een ruw, onbeschaafd kind met gevaarlijke ideeën. In Scott Tenorman Must Die voert hij de lichaamsdelen van een echtpaar aan hun kind. Zijn moeder verdient haar geld door af en toe in perverse pornofilms te spelen en andere seksuele diensten te verlenen. Stem: Trey Parker.

## Overige personages
| Personage                | Stem                                          | Aflevering      | Omschrijving |
| ------------------------ | --------------------------------------------- | --------------- | --- |
| Mr. Garrison             | Trey Parker                                   | alle            | De homoseksuele en racistische leraar van de jongens. Hij geeft zijn klas geregeld les in nutteloze informatie maar maakt zijn leerlingen belachelijk als ze iets niet weten wat hij ze had moeten leren. In de eerste vijf seizoenen wordt hij vergezeld door zijn handpop Mr. Hat, waarvan wordt beweerd dat Mr. Garrison zijn homokant mee vertoont. Hoewel hij lange tijd in ontkenning is over zijn geaardheid, komt hij in seizoen 4 uit de kast. Hierom werd hij tijdelijk ontslagen als leraar maar werd in seizoen 6 weer aangenomen als leraar van de jongens (tot hun teleurstelling). Hij vervangt hier Mr. Hat door zijn vriend Mr. Slave. In seizoen 9 ombouwen tot vrouw. Hij laat zich in seizoen 12 echter weer ombouwen tot man. Vanaf seizoen 19 besluit hij vanwege zijn afkeer voor Canadese immigranten om zichzelf als president verkiesbaar te stellen en neemt de rol aan als een parodie van Donald Trump. |
| Leopold "Butters" Stotch | Matt Stone                                    | alle            | Een onschuldige en naïeve klasgenoot van de jongens van wie zijn goedgelovigheid vaak misbruik wordt gemaakt, vooral door Eric Cartman, die hem vaak gebruikt als medestander of slachtoffer in zijn plannen. Zijn ouders geven hem continu, voor het minste of geringste, huisarrest. In seizoen 6 verving hij tijdelijk Kenny's plek als vierde vriend van de jongens in diens afwezigheid. Toen de jongens genoeg van hem kregen en hem vervingen met Tweek, pikte Butters het niet langer en creëerde voor hemzelf het alter ego van een superschurk professor Chaos met plannen om zich te wreken op South Park (ook al stelde er van deze plannen weinig voor). |
| Wendy Testaburger        | Eliza Schneider, April Stewart                | alle            | Een van de normaalste en rustigste types in South Park. Wel heeft ze overal een uitgesproken mening over en is ze feministe en liberaal. Ze heeft verkering met Stan, totdat het uit gaat in Raisins. Vanaf The List is het weer aan. In de aflevering Skank Hunt gaat het weer uit maar dit is slechts tijdelijk. |
| Tolkien Black            | Adrien Beard                                  | alle            | Een negroïde klasgenoot van de jongens. Zijn familie is de rijkste in heel South Park. Tot seizoen 8 was zijn naam Token Williams en vanaf seizoen 23 bleek zijn naam altijd Tolkien te zijn geweest in plaats van Token, iets waar iedereen behalve Stan en zijn ouders van bewust waren. |
| Clyde Donovan            | Trey Parker                                   | alle            | Een klasgenoot van de jongens die vaak een achtergrond personage is maar geregeld een prominente rol heeft. Hij is een normale jongen, niet al te intelligent, in sommige gevallen vrij emotioneel en meer geïnteresseerd in meisjes dan zijn klasgenoten. |
| Craig Tucker             | Matt Stone                                    | vanaf 9         | Zit ook op South Park Elementary, hij is in veel activiteiten als een rivaal optreedt van de jongens, vaak vergezeld door Clyde, Tolkien en Jimmy. Hij heeft een monotone stem en heeft een pragmatische, cynische in ongeïnteresseerde persoonlijkheid, inclusief in situaties waarin hij een cruciale rol speelt. In de eerste seizoenen heeft hij de gewoonte tegen andere mensen zijn middelvinger op te steken en is (daarom) ook vaak bij of in het kantoortje van Mr. Mackey te zien. Vanaf seizoen heeft hij (oorspronkelijk tegen zijn zin) een relatie met Tweek. |
| Bebe Stephens            | Jennifer Howell                               | alle            | Klasgenote van de jongens en de beste vriendin van Wendy. Anders dan Wendy heeft ze meer interesse in het volgen van trends en stelt ze er veel belang in wat anderen van haar vinden. Het werd haar echter te veel in Bebe's Boobs Destroy Society toen alle jongens in haar klas tijdelijk geobsedeerd met haar werden omdat haar borsten begonnen te ontwikkelen. Ze heeft af en toe een relatie met Clyde. |
| Ike Broflovski           | -                                             | alle            | Het kleine Canadese adoptiebroertje van Kyle. Kyle speelt vaak 'kick the baby' met hem, waarop Ike reageert: "Don't kick the baby!" |
| Officer Barbrady         | Trey Parker                                   | alle            | Een onintelligente en onbevoegde officier van in South Park. Zegt vaak: Move along people, there's nothing to see here. In Chickenlover wordt duidelijk dat hij analfabetisch is. In seizoen 7 wordt hij vervangen door de nog minder bekwame agent Harrison Yates. Barbrady duikt in latere afleveringen af en toe op als agent maar veel onregelmatiger dan voorheen. |
| Randy Marsh              | Trey Parker                                   | vanaf 2         | De vader van Stan, hij is van beroep geoloog en een hypochonder. Vanaf seizoen 9 speelt hij steeds regelmatiger de hoofdrol in afleveringen. Hij heeft vaak aparte hobby's of obsessies waardoor hij in de problemen raakt en Stan zich voor zijn vader schaamt. Vanaf seizoen 22 verhuist hij samen met zijn gezin (tegen hun zin in) naar een boerderij om wietteler te worden. |
| Jimbo Kern               | Matt Stone                                    | vanaf 2         | De conservatieve oom van Stan. Hij is zeer schietgraag en gaat graag jagen met zijn vriend Ned. |
| Ned Gerblansky           | Trey Parker                                   | vanaf 2         | De beste vriend van Jimbo. Ned kan alleen spreken met een voice-box, doordat hij te veel heeft gerookt. In de Vietnamoorlog heeft hij zijn rechterarm verloren. |
| Big Gay Al               | Matt Stone                                    | vanaf 4         | Een stereotiepe homoseksueel. Hij heeft een dierenboerderij voor homoseksuele dieren en is groepsleider geweest bij de scouting. In seizoen 9 trouwt hij met Mr. Slave, de ex van Mr. Garrison. |
| Shelley Marsh            | Eliza Schneider, April Stewart                | vanaf 5         | De oudere zus van Stan. Ze is vijf jaar ouder dan Stan en ze laat duidelijk zien dat ze af en toe de baas is van de jongens. Haar favoriete woord tegen mensen die ze niet mag is "drol" ("turd") en ze heeft er zelfs een liedje over geschreven. |
| Terrance en Phillip      | Matt Stone (Terrance) & Trey Parker (Phillip) | vanaf 6         | Twee windenlatende Canadezen, die de hoofdrol spelen in de favoriete televisieserie van de South Park-kinderen. Ze hebben hun eigen afleveringen gekregen en speelden een grote rol in de film. |
| Principal Victoria       | Eliza Schneider, April Stewart                | vanaf 7         | Het schoolhoofd van South Park Elementary. Ze is een van de meest rationele en competente personages in de show. Ze wordt in seizoen 19 vervangen door PC Principal |
| Mr. Mackey               | Trey Parker                                   | vanaf 9         | De schoolpsychiater met een groot hoofd zoekt altijd problemen in de kinderen. Zijn stopwoordje is "M'kay" en daar wordt hij soms om uitgelachen. |
| Tweek Tweak              | Matt Stone                                    | vanaf 30        | Een jongen met angstaanvallen en hyperactief gedrag. In seizoen 6 vult hij de plaats van de overleden Kenny op, nadat Butters is ontslagen. In seizoen 7 wordt Tweek weer vervangen door Kenny. Van zijn vader moet hij koffiedrinken terwijl hij zijn plekje moet vinden om tot rust te komen. Hij krijgt een relatie met Craig vanaf seizoen 19 en hoewel ze oorspronkelijk geen interesse in elkaar hebben romantisch gezien blijken ze elkaar al snel goed aan te vullen. |
| Timmy                    | Trey Parker                                   | vanaf 49        | Het gehandicapte kind in de rolstoel. Buiten zijn eigen naam te roepen kan hij enkel grommen en schreeuwen, Timmy's handen zijn bovendien ook helemaal misvormd, net zoals zijn hoofd. |
| Jimmy Valmer             | Trey Parker                                   | vanaf 67        | Een jongen die loopt met krukken en stottert. Hij trekt vaak op met Timmy en hij is stand-upcomedian. |
| Mr. Slave                | John Hansen                                   | vanaf 93        | Mr. Slave is een homoseksueel type uit South Park, dat een seksuele relatie had met Mr. Garrison. Hij vervangt Mr. Hat nadat Mr. Garrison voor zijn homoseksualiteit is uitgekomen. Nadat Mr. Garrison zich heeft laten ombouwen tot vrouw, gaat hij met Big Gay Al samenwonen en trouwen ze. Mr. Slave loopt rond in een leren outfit. |
| PC Principal             | Trey Parker                                   | vanaf vanaf 258 | PC Principal is de huidige directeur van South Park Elementary. Hij is lid van de PC Delta vereniging en doet er alles aan om zijn school zo politiek correct mogelijk te maken. |
| Pip Pirrup               | Matt Stone                                    | 1-201           | Klasgenoot van Eric, Kyle, Stan en Kenny. Hij draagt een rood vest met een bruinachtige strik. Ook draagt hij een bruinachtige pet. De klas denkt dat hij een Fransman is, terwijl hij in werkelijkheid uit Groot-Brittannië komt. Hij wordt vaak uitgescholden en gepest. In één aflevering wordt duidelijk gemaakt wie Pip is. Na het zesde seizoen wordt hij een personage aan de achtergrond en na het achtste seizoen is hij voorgoed verdwenen tot hij in de aflevering 201 van seizoen 14 wordt vermoord door Mecha-Streisand. |
| Chef                     | Isaac Hayes                                   | 1-140           | Echte naam Jerome McElroy. De kok van de schoolkantine in de eerste negen seizoenen. De kinderen zien hem als hun mentor en komen vaak voor raad naar hem toe. Hij probeert hun problemen altijd eerst op te lossen met liedjes, die vaak seksueel getint zijn. Hij was een van de normaalste, intelligentste en geliefde bewoners van South Park. Het personage overlijdt in 2006 na een conflict tussen de makers en stemacteur Isaac Hayes. |
| Ms. Crabtree             | Eliza Schneider                               | 1-124           | Ms. Crabtree is de chauffeuse van de schoolbus die Eric, Stan, Kyle en Kenny elke morgen naar school rijdt. Ze heeft altijd slechte zin en haar motto is: "shut up and sit down". Ze overlijdt in seizoen 8 in de aflevering Cartman's Incredible Gift. |
| Mr. Hankey               | Trey Parker                                   | 9-290           | Een vrolijke en spontane drol met vrijwel altijd een kerstmutsje op. In de eerste serie kan je hem alleen zien als je in hem gelooft, maar later in de serie kan iedereen hem zien. Mr. Hankey neemt de kinderen van South Park vaak mee op avonturen en brengt ze vaak op ideeën hoe ze uit hun problemen moeten komen. Na seizoen 6 komt hij nauwelijks meer voor. |
| Ms. Choksondik           | Trey Parker                                   | 59-86           | Ms. Choksondik is de nieuwe lerares van de jongens in de 4de klas. Ze staat bekend om haar enorme hangende borsten. Ze overlijdt in seizoen 6 in de aflevering Simpsons Already Did It nadat de jongens de zogenaamde "sea man" in haar koffie hebben gedaan. |
| Lemmiwinks               |                                               | 92 & 219        | Lemmiwinks is een woestijnrat. In de episode The Death Camp of Tolerance steekt Mr. Garrison Lemmiwinks in de endeldarm van Mr. Slave. Daar moet hij een queeste volbrengen. Hij wordt bijgestaan door de Frog Prince, de Sparrow Prince en Catatafish. In de episode Bass to Mouth moet hij zijn evil twin zien te stoppen met het verspreiden van roddels. In de episode Stupid Spoiled Whore Video Playset wordt ook Paris Hilton in het rectum van Mr. Slave gestoken. Zij moet dezelfde queeste volbrengen als Lemmiwinks deed. |
| Tuong Lu Kim             | Trey Parker                                   | vanaf 80        | De eigenaar van het Chinese restaurant City Wok in South Park. Hoewel hij er overkomt als een Chinees stereotype, blijkt hij in seizoen 14 eigenlijk een alter ego te zijn van een dokter die lijdt aan een dissociatieve identiteitsstoornis. |
| Heidi Turner             | Jessica Makinson                              | vanaf 32        | Een klasgenote van de jongens. Ze was voornamelijk een achtergrondpersonage totdat ze in seizoen 20 een relatie kreeg met Cartman. Hun relatie is echter verre van gezond aangezien Cartman haar emotioneel manipuleert. Hoewel Heidi oorspronkelijk een vriendelijke persoonlijkheid heeft, begint ze steeds meer op Cartman te lijken tijdens seizoen 21. Aan het eind van het seizoen beëindigt ze de relatie voorgoed. |